# Tournoi des Cinq Nations 1993
Navigation
Tournoi 1992 Tournoi 1994
Le Tournoi des Cinq Nations 1993 se déroule du 16 janvier au 30 mars 1993. C'est le premier qui donne lieu à la remise d'un trophée et il est remporté par l'équipe de France. Il est désormais tenu compte de la différence de points marqués/encaissés pour départager les équipes ayant même nombre de points de classement. Il s'agit de la 64e édition de ce véritable championnat de l'hémisphère nord, de la 99e si l'on tient compte du tournoi britannique qui en est à l'origine depuis 1883.
Il s'agit par ailleurs de la première édition du Tournoi des Cinq Nations où la valeur de l'essai est de 5 points (jusqu'à 1992, un essai valait 4 points).

## Classement
- Légende du tableau :

J matches joués, V victoires, N matches nuls, D'défaites
PP'points marqués,'PC points encaissés,'Δ différence de points
Pts'points de classement
T Tenante du titre 1992
- Rappel : désormais, la différence Δ entre points marqués et encaissés PP-PC est prise en compte dans les cas d'égalité de points de classement Pts.

| Rang | Équipe         | J | V | N | D | PP | PC | Δ   | Pts |
| ---- | -------------- | - | - | - | - | -- | -- | --- | --- |
| 1    | France         | 4 | 3 | 0 | 1 | 73 | 35 | +38 | 6   |
| 2    | Écosse         | 4 | 2 | 0 | 2 | 50 | 40 | +10 | 4   |
| 3    | Angleterre (T) | 4 | 2 | 0 | 2 | 54 | 54 | 0   | 4   |
| 4    | Irlande        | 4 | 2 | 0 | 2 | 45 | 53 | -8  | 4   |
| 5    | pays de Galles | 4 | 1 | 0 | 3 | 34 | 74 | -40 | 2   |

- Attribution des points de classement (Pts)
2 points pour une victoire ; 1 point en cas de match nul ; rien pour une défaite.
- La France, première de la compétition, a également les meilleures attaque et défense.

## Résultats
- Première journée : 16 janvier 1993

| Murrayfield, Édimbourg | Écosse     | 15 - 3  | Irlande |
| Twickenham, Londres    | Angleterre | 16 - 15 | France  |

- Deuxième journée : 6 février 1993

| Parc des Princes, Paris | France         | 11 - 3 | Écosse     |
| Arms Park, Cardiff      | Pays de Galles | 10 - 9 | Angleterre |

- Troisième journée : 20 février 1993

| Lansdowne Road, Dublin | Irlande | 06 - 21 | France         |
| Murrayfield, Édimbourg | Écosse  | 20 - 0  | Pays de Galles |

- Quatrième journée : 6 mars 1993

| Arms Park, Cardiff  | Pays de Galles | 14 - 19 | Irlande |
| Twickenham, Londres | Angleterre     | 26 - 12 | Écosse  |

- Cinquième journée : 20 mars 1993

| Parc des Princes, Paris | France  | 26 - 10 | Pays de Galles |
| Lansdowne Road, Dublin  | Irlande | 17 - 3  | Angleterre     |